# Braunnoddi
Der Braunnoddi  (Anous stolidus) auch Noddiseeschwalbe oder Noddi wie im Englischen Noddy bildet eine Art innerhalb der Unterfamilie der Noddiseeschwalben (Anoinae) innerhalb der Ordnung der Regenpfeiferartigen. Es werden mehrere Unterarten unterschieden.

## Merkmale

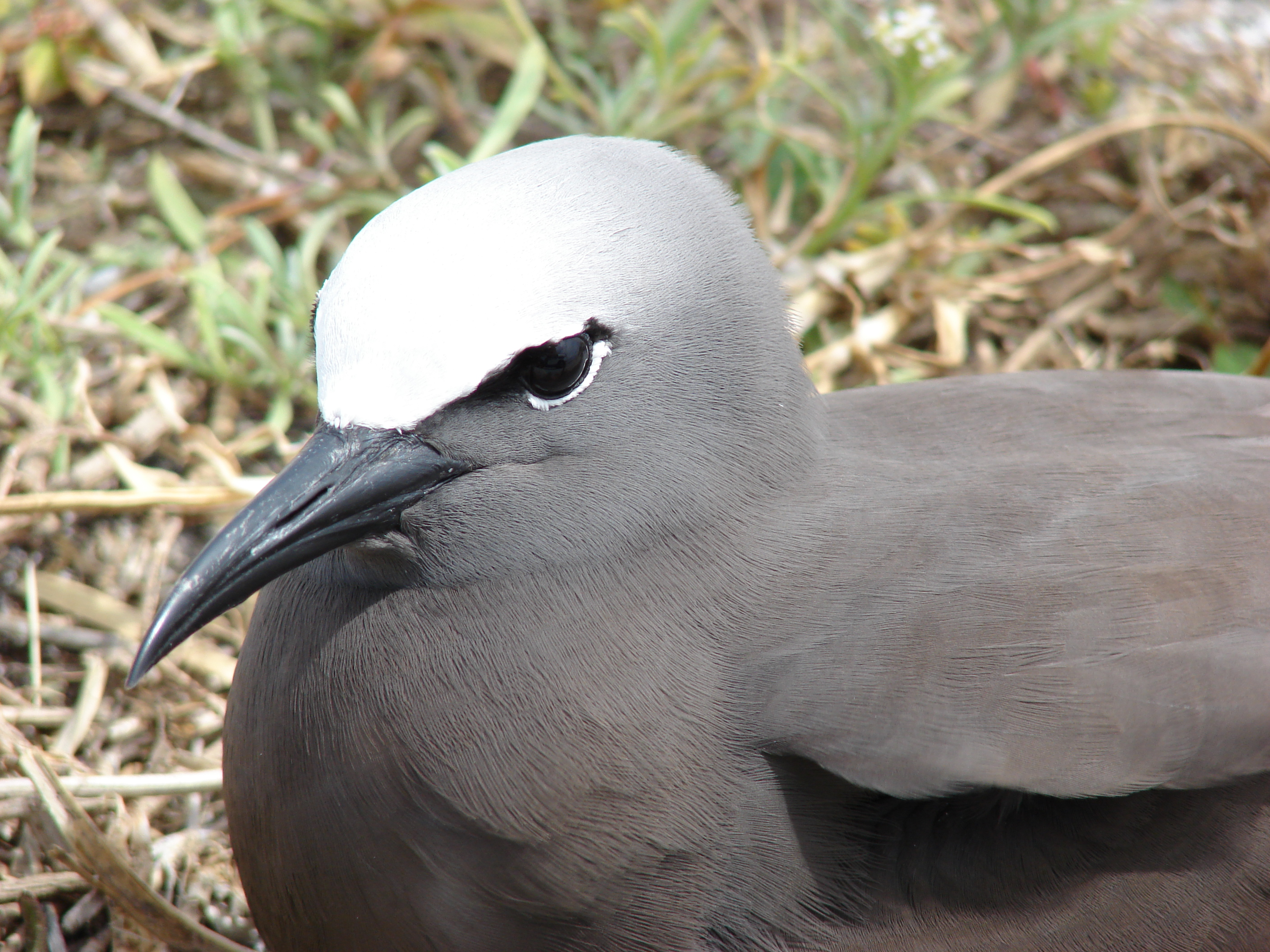
Der Stirnfleck spielt bei der Balz eine Rolle

Braunnoddis erreichen eine Körperlänge von 38 bis 42 cm und ein Gewicht von 185 Gramm. Der Braunnoddi wirkt unter anderem durch den relativ langen Hals möwenartig. Sein schwarzer Schnabel ist lang und dünn, mit einem schwach hervorstehenden Gonyseck. Die Füße sind dunkelbraun. Die Grundfarbe ist ein dunkles Graubraun, welches auf den Armschwingen, den Handschwingen und den Steuerfedern eine noch dunklere Farbe annimmt. Vom Mantel aus aufwärts wird die Färbung heller und bildet auf dem Kopf eine nach vorne heller werdende Kapuze. Die Stirn ist schließlich ganz weiß und ist nach unten hin durch eine dunklere Maske begrenzt. Unter dem Auge ist ein scharf begrenzter weißer Augenring vorhanden, welcher das Auge besonders hervorhebt. Immature Vögel haben an Mantel und Flügeln, besonders an den Armdecken, helle Federränder. Der Kopf ist ganz dunkelgraubraun, nur direkt an der Stirn befindet sich ein weißer Fleck. Es besteht im Gefieder kein Geschlechtsdimorphismus.
Im Flug ist ein heller Flügelstreif zu sehen, welcher sich in Längsrichtung von Alula bis Schirmfedern zieht. Der lange keilförmige Schwanz ist am Ende stumpf gegabelt. In Ruheposition überragt er die Handschwingen etwas.
Der Braunnoddi unterscheidet sich von anderen Arten der Gattung durch die hellere Grundfarbe, den kürzeren Schnabel, die hellen Flügelstreifen sowie den Abstand Steuerfederspitzen-Handschwingenspitzen.

## Lebensweise

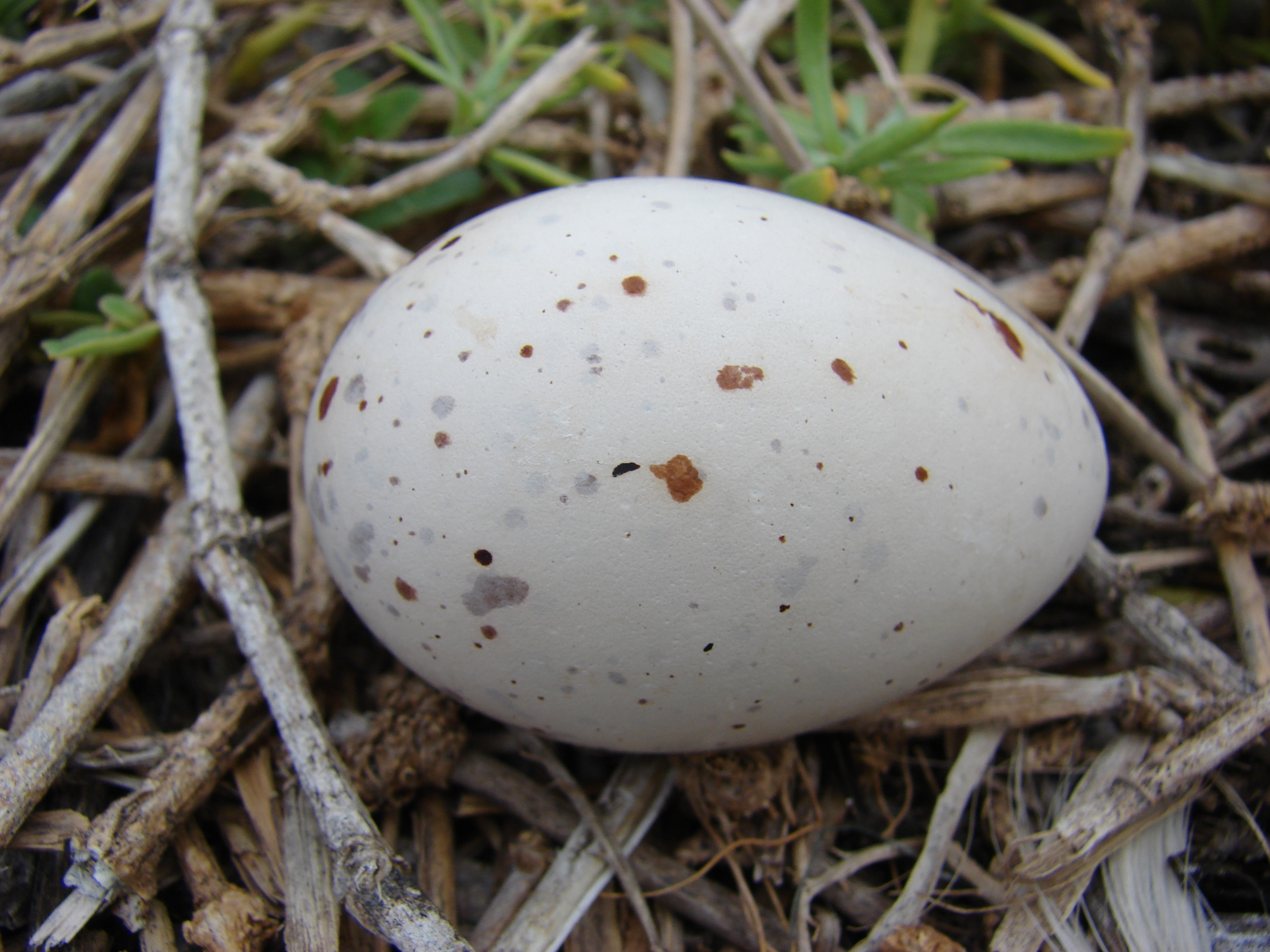
Ei eines Braunnoddis

### Stimme und Verhalten
In den Brutkolonien werden gurgelnde und krächzende Rufe abgegeben.
Braunnoddis sind die einzigen Seeschwalben, die über längere Zeit schwimmen können. Sie schlafen meist an Land auf Bäumen oder Felsen, manchmal aber auch auf dem Wasser.

### Ernährung
Braunnoddis folgen auf hoher See Fischschwärmen. Auf dem Meer können große Fressgemeinschaften zusammenkommen. Auf der Jagd fliegen sie dicht über der Wasseroberfläche, teilweise rüttelnd. Ist die Beute erspäht, stößt der Braunnoddi nicht hinab wie andere Seeschwalben, sondern nimmt sie mit dem Schnabel während des Überfliegens auf. Die Nahrung besteht aus Fischen und Tintenfischen. Vom Braunnoddi ist eine besondere Jagdstrategie bekannt. Wird ein Schwarm kleinerer Fische von Raubfischen verfolgt, springen einige der Erstgenannten – in der Hoffnung, den Beutegreifern unter Wasser zu entkommen – über die Wasseroberfläche oder dicht daran vorbei. Diese Fische werden dann von den Seeschwalben aus der Luft gegriffen. Ähnliches ist von der Rußseeschwalbe und der Feenseeschwalbe bekannt.

### Fortpflanzung
Braunnoddis brüten auf Inseln tropischer und subtropischer Meere in Kolonien. Bei der Balz spielt der helle Stirnfleck eine große Rolle. Er wird dem potentiellen Partner vorgezeigt und es wird durch Kopfnicken auf ihn hingewiesen. Daher kommt auch der Name. Im Englischen heißt to nod „mit dem Kopf nicken“. Das große Nest bauen Braunnoddis aus Tang und Zweigen. Meist wird es in 30 bis 160 Zentimetern Höhe in Büschen oder Bäumen (wie z. B. Mangroven) errichtet, gelegentlich auch auf Felsvorsprüngen oder auf dem Boden. Das Weibchen legt ein einzelnes Ei. 
Brütende Vögel zeigen Abwehrverhalten gegenüber anderen Tierarten, die der Brut zu nahekommen; von Menschen lassen sie sich jedoch ohne Widerstand während des Brütens aus dem Nest heben. Die Jungvögel bleiben im Nest oder in dessen Nähe, bis sie flugfähig sind. Sie werden – im Gegensatz zu anderen Seeschwalben – mit hochgewürgter Nahrung versorgt, wie es für Möwen typisch ist.

## Lebensraum und Verbreitung
Brutgebiete sind die Inseln der tropischen und subtropischen Gewässer im Pazifik, Atlantik und Indischen Ozean. Die nördlichsten Brutgebiete liegen am Roten Meer und in der Karibik, die südlichsten auf den südpazifischen Inseln. Die Vögel sind Teilzieher.
In der Roten Liste gefährdeter Arten der IUCN ist die Art als Least Concern (nicht gefährdet) eingestuft.

## Unterarten

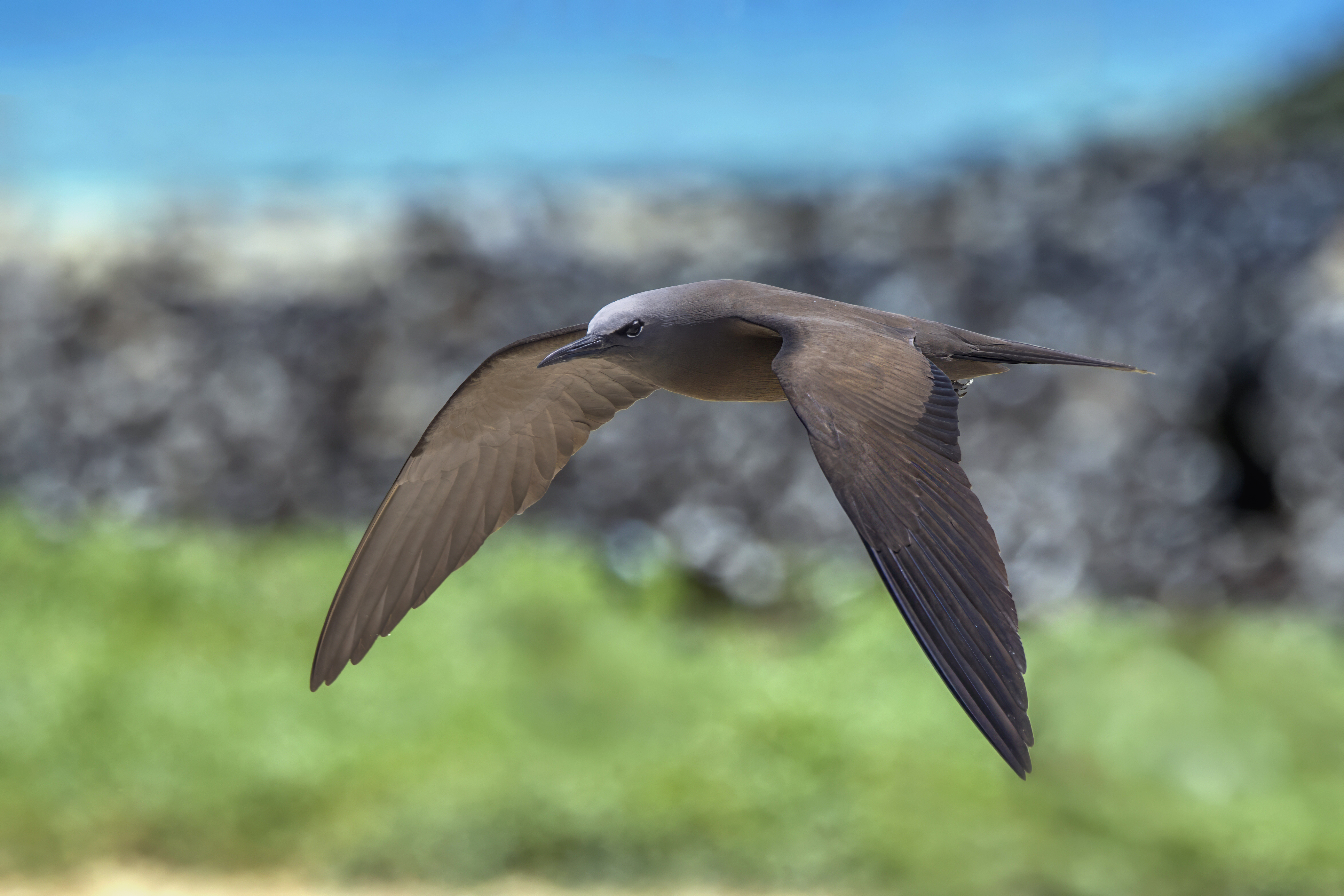
A. st. pileatus im Flug

Der Braunnoddi wurde 1758 von Carl von Linné unter dem Namen Sterna stolida beschrieben.
Es existieren vier Unterarten:
- A. st. stolidus (Linnaeus, 1758) – Atlantic Brown Noddy – Atlantik (Karibik, Kamerun)
- A. st. pileatus (Scopoli, 1786) – Noddy Tern – Indischer Ozean (Ostafrika, Arab. Halbinsel, Südostasien, Ozeanien)
- A. st. galapagensis Sharpe, 1879 – Galapagos Brown Noddy – Galápagos-Inseln, Ecuador
- A. st. ridgwayi Anthony, 1898 – Mexiko, Costa Rica, Cocos Island

Eine fünfte Unterart Anous stolidus pileatus Sharpe, 1879 wird heute als Synonym zu A. s. pileatus betrachtet.

## Andere Noddi-Arten
Die Unterfamilie der Noddiseeschwalben enthält folgende weitere Arten, die ebenfalls als „Noddi“ mit einem Namenszusatz bezeichnet werden:
- Weißkappennoddi (Anous minutus)
- Schlankschnabelnoddi (Anous tenuirostris)
- Blaunoddi (Procelsterna cerulea)
- Graunoddi (Procelsterna albivitta)